# Maja Murić
Maja Murić (* 27. Februar 1974 in Zagreb, Jugoslawien) ist eine ehemalige kroatische Tennisspielerin.

## Karriere
Murić gewann während ihrer Karriere einen Doppeltitel des ITF Women’s Circuits. Auf der WTA Tour erreichte sie mit dem Citroen Cup 1993 ein Doppelfinale, das sie gegen Li Fang/Dominique Monami mit 2:6 und 1:6 verlor.
Für Kroatien nahm sie zusammen mit Iva Majoli an den Olympischen Sommerspielen 1996 im Doppel in Atlanta teil. Sie gewannen in der ersten Runde gegen die italienische Paarung Silvia Farina/Laura Golarsa mit 7:62, 4:6, und 9:7. Im Achtelfinale schied man gegen Conchita Martínez/Arantxa Sánchez Vicario mit 6:2 und 6:1 aus.
1993 gewann sie die Goldmedaille im Einzel und Doppel bei den Mittelmeerspielen in Languedoc-Roussillon.
Zwischen 1992 und 1997 spielte sie für die kroatische Fed-Cup-Mannschaft, für die sie 14 ihrer 20 Partien gewann.
2000 beendete sie ihre Tenniskarriere.

## Erfolge

### Doppel

#### Turniersiege
| Nr. | Datum     | Turnier   | Kategorie   | Belag | Partnerin         | Finalgegnerinnen              | Ergebnis |
| --- | --------- | --------- | ----------- | ----- | ----------------- | ----------------------------- | -------- |
| 1.  | Juli 1998 | Stuttgart | ITF $25.000 | Sand  | Laurence Courtois | Julia Abe Ljubomira Batschewa | 6:1, 6:4 |

#### Finalteilnahmen
| Nr. | Datum       | Turnier   | Kategorie    | Belag | Partnerin        | Siegerinnen              | Ergebnis |
| --- | ----------- | --------- | ------------ | ----- | ---------------- | ------------------------ | -------- |
| 1.  | August 1993 | Kitzbühel | WTA Tier III | Sand  | Pavlína Rajzlová | Li Fang Dominique Monami | 2:6, 1:6 |

## Abschneiden bei Grand-Slam-Turnieren

### Doppel
| Turnier         | 1994 | 1995 | 1996 | 1997 | 1998 | 1999 | Karriere |
| --------------- | ---- | ---- | ---- | ---- | ---- | ---- | -------- |
| Australian Open | —    | 1    | 1    | —    | —    | —    | 1        |
| French Open     | 1    | —    | —    | 1    | —    | 1    | 1        |
| Wimbledon       | VF   | —    | 1    | 2    | —    | 1    | VF       |
| US Open         | 1    | —    | 1    | 1    | AF   | AF   | AF       |

Zeichenerklärung: S = Turniersieg; F, HF, VF, AF = Einzug ins Finale / Halbfinale / Viertelfinale / Achtelfinale; 1, 2, 3 = Ausscheiden in der 1. / 2. / 3. Hauptrunde; Q1, Q2, Q3 = Ausscheiden in der 1. / 2. / 3. Runde der Qualifikation; n. a. = nicht ausgetragen

### Mixed
| Turnier         | 1994 | 1995 | 1996 | 1997 | Karriere |
| --------------- | ---- | ---- | ---- | ---- | -------- |
| Australian Open | —    | —    | —    | —    | —        |
| French Open     | 1    | —    | —    | —    | 1        |
| Wimbledon       | —    | —    | —    | 1    | 1        |
| US Open         | —    | —    | —    | —    | —        |

## Persönliches
2006 gründete sie die Non-Profit-Organisation Humanitarian Wave. Außerdem arbeitet sie auch als Managerin bei Galactic Unite.